# Шайхов Ходжиакбар Ісламович
Ходжиакбар Ісламович Шайхов (узб. Hojiakbar Shayxov/Ҳожиакбар Шайхов, 25 березня 1945, Ташкент — пом.27 травня 2002, Ташкент) — узбецький радянський письменник-фантаст і журналіст.

## Біографія
Ходжиакбар Шайхов народився у Ташкенті в 1945 році. Писати фантастичні оповідання він розпочав ще у школі, а перше його оповідання «Сьомий СЕР» (узб. 7-СЕР) опубліковане в журналі «Гульхан» у 1965 році. З 1964 до 1967 року Шайхов служив строкову службу в Радянській Армії. Після закінчення строкової служби він вступив до Ташкентського політехнічного інституту, який закінчив у 1971 році. Після закінчення інституту він працював спочатку на промисловому підприємстві, а пізніше ведучим інженером у науково-дослідному інституті Академії Наук УзРСР. Пізніше Ходжиакбар Шайхов паралельно працював завідувачем редакції фантастики, пригодницької і детективної літератури у видавництві «Ёш гвардия», і в Спілці письменників Узбецької РСР, був першим заступником голови спілки письменників. Ходжиакбар Шайхов був учасником VII Всесоюзної наради молодих письменників-фантастів у Москві, та сам був організатором І Всесоюзного семінару письменників-фантастів СРСР у Ташкенті в 1986 році. Після проголошення незалежності Узбекистану Шайхов видавав науково-фантастичний журнал «Сирлі олам» («Таємничий світ»), у якому також друкувались статті з уфології та містики, і газету «Калб кузі». Ходжиакбару Шайхову було також присвоєне звання «Заслужений працівник культури Республіки Узбекистан».
Помер Ходжиакбар Шайхов 27 травня 2002 року в Ташкенті.

## Літературна творчість
Літературну творчість Ходжиакбар Шайхов розпочав ще у шкільні роки. Він писав свої твори виключно узбецькою мовою. Шайхов є автором фантастичного роману «Пристрасті мирські», десяти фантастичних повістей, більш ніж десятка фантастичних оповідань, та двох фантастичних п'єс. У більшості його творів дія відбувається у майбутньому, та описують відкриття людством нових планет, наукові досягнення та контакти з іншопланетними цивілізаціями. Твори Шайхова увійшли до 8 збірок його творів узбецькою мовою. Більшість творів письменника перекладені російською мовою, та публікувалися в радянських російськомовних журналах та збірках «Советская литература», «Искатель», «Фантастика» та інших, вийшли друком також чотири збірки Шайхова російською мовою. Повість письменника «Демонстрація на орбіті» планувалась для екранізації, проте для нового фільму тодішнє Держкіно СРСР виділило недостатню кількість коштів, тому цей проект так і не був реалізований. Ходиакбар Шайхов також є автором кількох науково-популярних книг, а також книг про відомих вчених Узбекистану радянської доби. Він також є одним із перших дослідників явища НЛО в Узбекистані.

## Переклади
Твори Ходжиакбара Шайхова, окрім російської, перекладені українською, білоруською, казахською, киргизькою, молдавською, таджицькою, чеською мовами. Російською мовою твори Ходжиакбара Шайхова перекладав інший узбецький письменник-фантаст Микола Гацунаєв.

### Роман
- 1990 — «Пристрасті мирські»

### Повісті
- 1977 — Загадка Рене
- 1979 — Полум'я
- 1980 — Пам'ять предків (у співавторстві з Яшимом Абдуллаевим)
- 1980 — Сутінкова смуга (у співавторстві з В. Нечипоренко)
- 1982 — Незвичайна хмара
- 1984 — У полоні «Чорної діри»
- 1985 — Блиск алмазу
- 1988 — Очі
- 1988 — Демонстрація на орбіті

### Оповідання
- 1977 — Спадок
- 1979 — «Машина примирення»
- 1981 — У цей незвичний день…
- 1981 — Планета надії
- 1981 — Перше випробування
- 1981 — Незнайомці в чорному
- 1982 — Страта
- 1984 — Пісні Дархана (Darxon qo'shig'i)
- 1987 — Мета
- 1988 — Професор Жавхарі
- 1988 — Вік великої смерті
- 1988 — Чарівна паличка
- 1989 — Уйїнбай